# Bomberjack

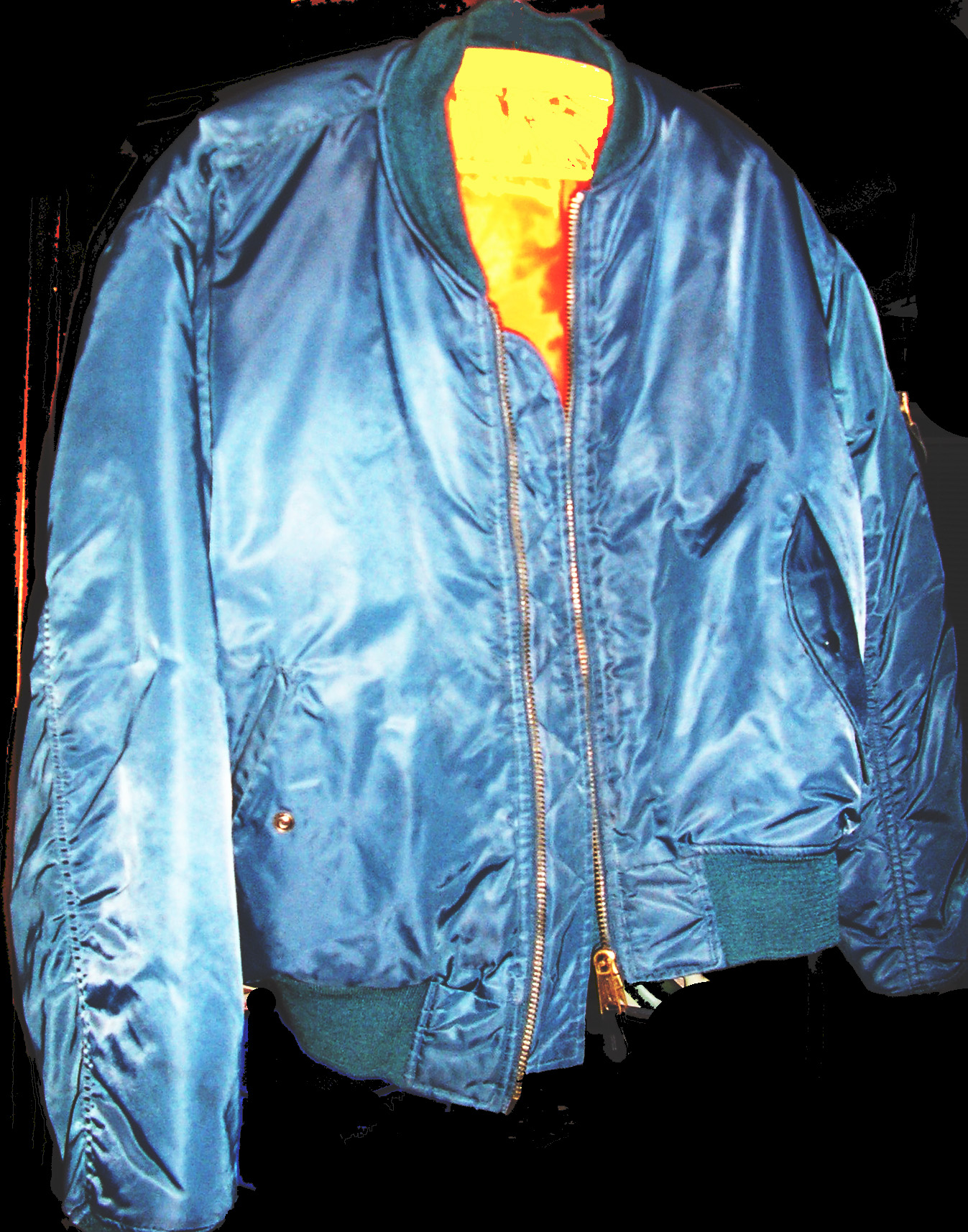
Bomberjack model MA-1,m door Alpha Industries geproduceerd voor het US Department of Defense.

Een bomberjack is een jas van het type dat oorspronkelijk in de jaren '50 en '60 is ontwikkeld als kleding voor piloten van de Amerikaanse luchtmacht en de Amerikaanse marine. Bomberjacks zijn van de buitenkant doorgaans zwart of olijfgroen. Van binnen hebben ze veel vulling om de drager warm te houden bij de lage temperaturen op grote hoogte. De binnenvoering is vaak oranje. In het geval van een noodlanding op water kon de piloot de jas binnenstebuiten dragen, om zo beter op te vallen. 
Bomberjacks waren zeer populair onder jongeren tijdens de periode van de gabbersubcultuur halverwege de jaren negentig, toen de jas veel door gabbers werd gedragen. Ook niet-gabbers droegen en dragen echter bomberjacks.